# باشگاه ورزشی جبله
باشگاه ورزشی جبله (عربی: نادي جبلة الرياضي‎) یک باشگاه فوتبال سوری مستقر در جبلهٔ سوریه است.

## دستاوردها
- لیگ برتر فوتبال سوریه (۴)
  - قهرمان: ۱۹۸۷، ۱۹۸۸، ۱۹۸۹، ۲۰۰۰
- جام سوریه (۱)
  - برنده: ۱۹۹۹

## عملکرد در مسابقات ای‌اف‌سی
- لیگ قهرمانان آسیا: ۱ حضور